# 3555 Міясака
3555 Міясака (3555 Miyasaka) — астероїд головного поясу, відкритий 6 жовтня 1931 року.
Тіссеранів параметр щодо Юпітера — 3,292.